# Süderholz
Süderholz è un comune di 4 041 abitanti dal Meclemburgo-Pomerania Anteriore, in Germania.
Appartiene al circondario della Pomerania Anteriore-Rügen. Si tratta di un comune sparso, costituito nel 1999 dalla fusione dei comuni costituenti l'Amt Süderholz; la sua sede si trova nella frazione di Poggendorf.

## Storia
Il comune di Süderholz fu creato 1º gennaio 1999 dalla fusione dei comuni di Bartmannshagen, Griebenow, Kandelin, Klevenow, Neuendorf, Poggendorf e Rakow.